# Jonathan Orozco
Jonathan Orozco (* 12. Mai 1986 in Monterrey, Nuevo León) ist ein mexikanischer Fußballspieler auf der Position des Torwarts. 

## Leben

### Verein
Orozco stand während seiner gesamten Karriere als Profifußballspieler ausschließlich bei seinem Heimatverein CF Monterrey unter Vertrag, für den er am 13. August 2005 im Heimspiel gegen Atlas Guadalajara sein Debüt in der mexikanischen Primera División bestritt, als er über die volle Distanz von neunzig Minuten eingesetzt wurde und seinen Kasten beim 1:0-Sieg seiner Mannschaft sauber hielt. 
In der vorangegangenen Saison 2004/05 hatte Orozco  in der Clausura 2005 bereits erste Erfahrungen beim in der zweiten Liga spielenden Monterrey-Farmteam Cobras Ciudad Juárez sammeln können.
Im Lauf der Jahre stieg die Anzahl seiner Einsätze und seit der Saison 2009/10 ist Orozco Stammtorhüter seines Vereins, mit dem er in der Apertura 2009 die mexikanische Meisterschaft gewann. Bereits ein Jahr später, in der Apertura 2010, gewann Orozco mit den Rayados erneut den Meistertitel und in beiden Fällen auch den jeweils im darauffolgenden Jahr ausgetragenen Wettbewerb der CONCACAF Champions League. 

### Nationalmannschaft
Zweimal kam Orozco bisher für die mexikanische Nationalmannschaft zum Einsatz, die beide Spiele mit seiner Beteiligung jeweils 5:0 gewann: am 24. Februar 2010 gegen Bolivien und am 12. Oktober 2012 gegen Guyana. 

## Erfolge
- CONCACAF Gold Cup: 2011, 2015, 2019
- Mexikanischer Meister: Apertura 2009, Apertura 2010
- Sieger der CONCACAF Champions League: 2010/11, 2011/12, 2012/13